# Desert (Ms.OOJAの曲)
｢Desert｣(デザート)は、Ms.OOJAの楽曲。2023年7月26日にUniversal Sigmaから配信限定シングルとしてリリースされた。

## 概要
｢Desert｣はMs.OOJAにとって通算15曲目の配信限定シングル。
楽曲はシンガーソングライターのルンヒャン及びプロデューサーのShingo.Sとのコライトで制作された。
Ms.OOJAは楽曲について｢｢Desert｣というタイトルは砂漠という意味もですが、砂時計という意味合いが強いです。
大人になって過去の恋愛で学んだことはたくさんあるはずなのに、逆に身動きが取れなくなっていく。まるで砂時計の砂が足元にどんどん溜まっていくような、恋愛における枯渇感、焦燥感を思いのままに表現しました。｣と語った。
Ms.OOJAは、｢レコーディング中にShingo.Sが｢Mr.beat baker｣として手作りの美味しいパンや焼き菓子を持ってきてくれるのがとても楽しみでした｣と制作余話を語った。

## 収録曲
| #         | タイトル  | 作詞                        | 作曲                        | 編曲      | 時間 |
| --------- | --------- | --------------------------- | --------------------------- | --------- | ---- |
| 1.        | 「True」  | Ms.OOJA/Rung Hyang/Shingo.S | Ms.OOJA/Rung Hyang/Shingo.S |           | 2:39 |
| 合計時間: | 合計時間: | 合計時間:                   | 合計時間:                   | 合計時間: | 2:39 |

## ミュージックビデオ
| 曲名   | ミュージックビデオ                                       |
| ------ | -------------------------------------------------------- |
| Desert | Ms.OOJA ｢Desert｣ - YouTube                               |
| Desert | Ms.OOJA ｢Desert｣(from Billboard Live Yokohama) - YouTube |

## 収録アルバム
| # | 楽曲   | アルバム     | アルバム |
| # | 楽曲   | 発売年月日   | タイトル |
| - | ------ | ------------ | -------- |
| 1 | Desert | 2023年9月6日 | 40       |